# Patto col passato
Patto col passato (The Sterkarm Handshake) è un romanzo di fantascienza del 1998 scritto da Susan Price.
Il romanzo ha due seguiti, A Sterkarm Kiss del 2003 e A Sterkarm Tryst del 2017.

## Trama
Un team di scienziati del XXI secolo costruisce il Tunnel, un portale spazio-temporale che conduce a un universo parallelo simile al nostro, ma la cui epoca storica corrisponde al XVI secolo. Sul Lato Sedicesimo (così viene chiamato) il Tunnel sbocca al confine fra la Scozia e l'Inghilterra, in una sorta di terra di nessuno dominata da una casata di uomini di frontiera, gli Sterkarm.
Gli uomini del Lato Ventunesimo, che sperano di poter sfruttare le risorse del Sedicesimo, iniziano le negoziazioni con gli Sterkarm, inviando squadre di scienziati e studiosi a familiarizzare con la loro cultura, fingendosi Elfi e spacciando la tecnologia per magia.
I rapporti con gli Sterkman sono tuttavia resi difficili dalle continue scorrerie che essi compiono ai danni degli uomini del Ventunesimo.
Andrea, una giovane antropologa, va a vivere nella torre degli Sterkarm, dove si innamora del bellissimo Per.

## Premi
- Guardian Children's Fiction Prize (1999)

## Edizioni
- Susan Price, The Sterkarm Handshake, Londra, Scholastic Children's Books, 1998.
- Susan Price, Patto col passato, Fabbri Editori, 2001, ISBN 88-451-2706-0.